# Willi Pürstl
Willi Pürstl, avstrijski smučarski skakalec, * 10. januar 1955, Schöder, Avstrija.
Pürstl je največji uspeh kariere dosegel z osvojitvijo Novoletne turneje v sezoni 1974/75, ko je tudi dosegel svojo edino zmago na tekmi v Oberstdorfu.